# Danh sách sao nhẹ nhất
Đây là danh sách các vật thể có khối lượng thấp nhất quay quanh thiên hà đã biết và bao gồm các vật thể trôi nổi tự do, các hành tinh có khối lượng để có thể được xem là sao (sao lùn nâu phụ), các sao lùn nâu, và các sao lùn đỏ lớn nhất. Chúng được đặt theo các đơn vị khối lượng thiên văn như khối lượng Mặt Trời (M☉) và khối lượng sao Mộc (MJ).
Màu nền của sao lùn nâu ở danh sách là nâu, của sao lùn đỏ là đỏ sậm và của sao lùn nâu phụ là màu xám. Mặt trời và Sao Mộc được thêm vào để so sánh, với màu nền vàng và xám tương ứng.
Mặc dù các sao lùn nâu không có đủ khối lượng để đốt cháy lõi hydro, nhưng những ngôi sao thật nhỏ nhất (sao lùn đỏ) có thể đốt cháy được với nhiệt độ thấp (khoảng dưới 4000 K), vì vậy đó là lý do để các sao lùn đỏ khó có thể phân biệt với các sao lùn nâu. Các sao lùn nâu không thể có khối lượng thấp hơn 13MJ, vì nhiệt được sản xuất thông qua áp lực trọng lực ở lõi không đủ để hợp nhất Deuterium trong lõi. Sao lùn nâu, do đó nặng hơn các hành tinh khí khổng lồ nhưng không đủ khối lượng để trở thành một ngôi sao.

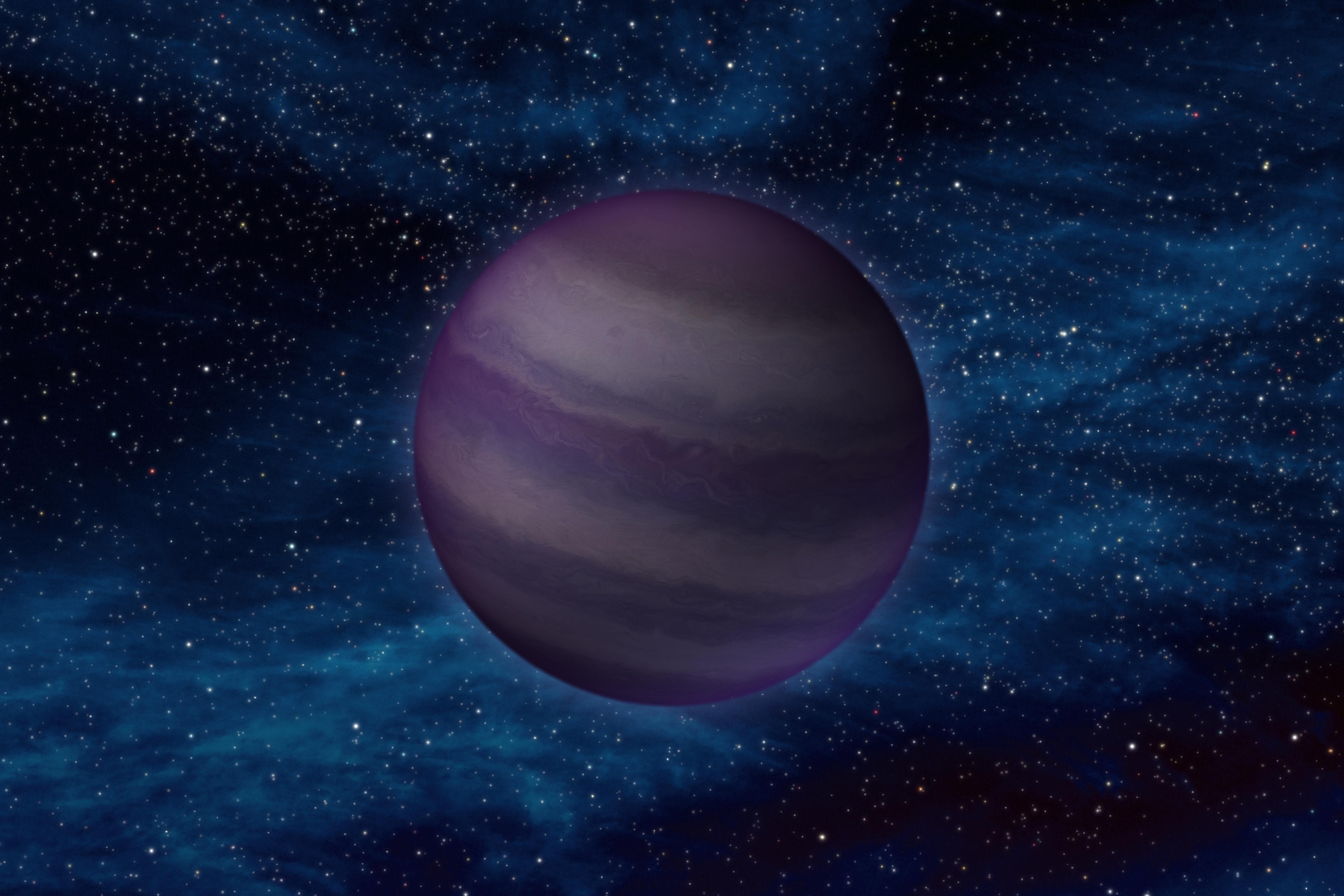
Hình vẽ của WISE 1828+2650, một sao lùn nâu phụ

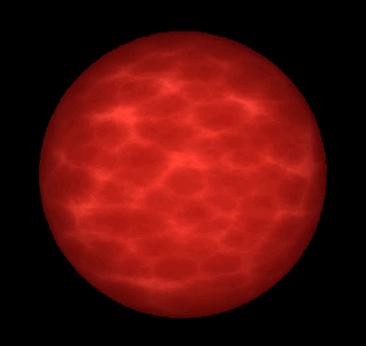
Hình vẽ của một sao lùn nâu

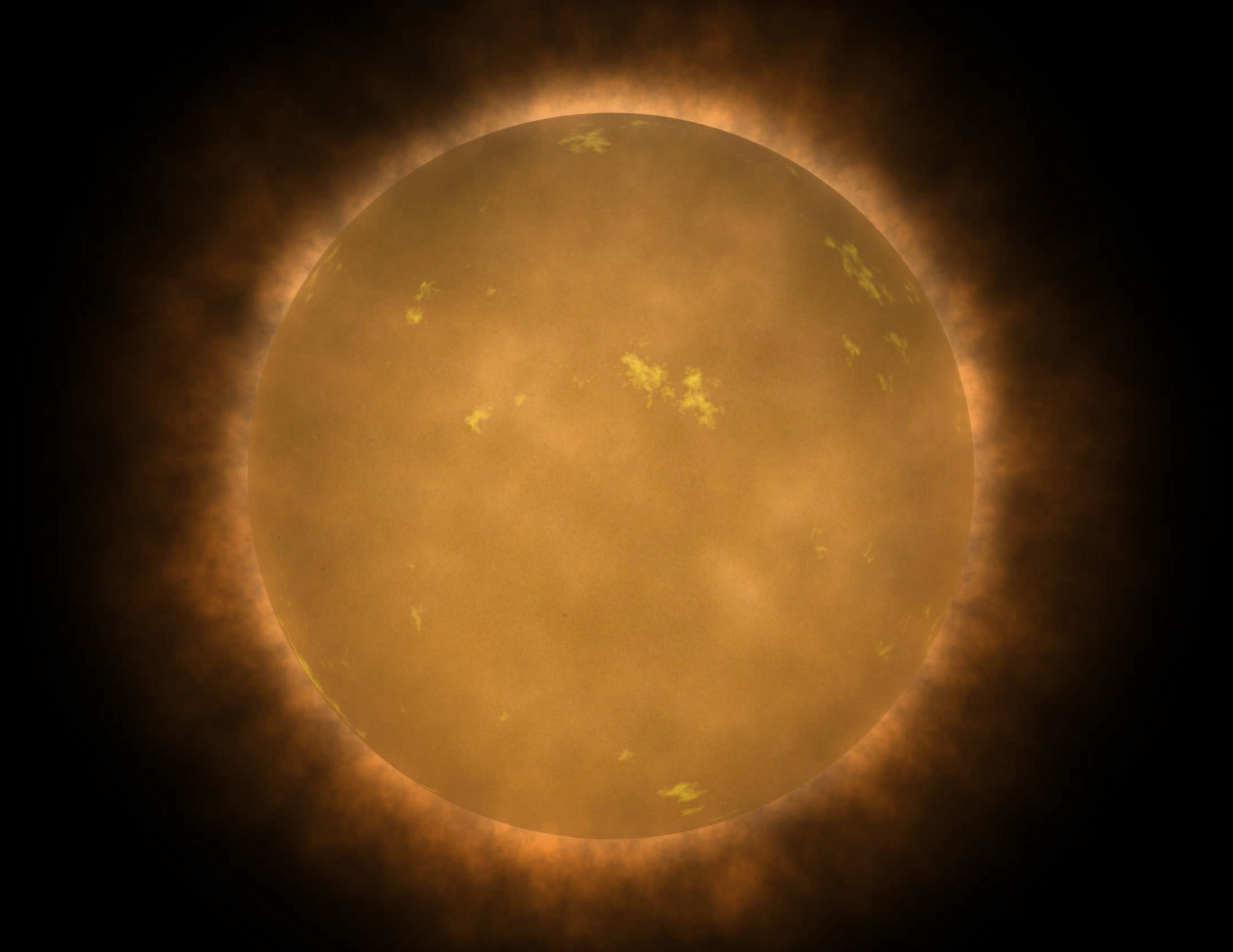
Hình vẽ của một sao lùn đỏ

| Tên sao                       | Khối lượng               | Khối lượng              | Phân loại sao | Nhiệt độ (K) |
| Tên sao                       | Khối lượng Mặt Trời (M☉) | Khối lượng Sao Mộc (MJ) | Phân loại sao | Nhiệt độ (K) |
| ----------------------------- | ------------------------ | ----------------------- | ------------- | ------------ |
| Sao Mộc (So sánh)             | 0.00096                  | 1                       | Hành tinh khí | 165          |
| ----------------              | -----                    | --                      | ---------     | ---------    |
| WISE 0410+1502                | 0.0026                   | 3                       | Y0            | 450          |
| WISE 1828+2650                | 0.0026–0.0052            | 3–6                     | Y2            | 325          |
| WISE 0855−0714                | 0.0026–0.0086            | 3–10                    | Y             | 242.5        |
| Cha 110913-773444             | 0.00768                  | 8                       | L             | 1,350        |
| WISE 0458+6434 B              | 0.0096                   | 10                      | T9.5          |              |
| WISE 1541−2250                | 0.0104                   | 12                      | Y0.5          | 350          |
| AB Pictoris B                 | 0.01296                  | 13.5                    |               |              |
| Upsilon Andromedae C          | 0.0134208                | 13.98                   |               |              |
| HD 8673 B                     | 0.01344                  | 14                      |               |              |
| HD 13189 B                    | 0.01344                  | 14                      |               |              |
| UScoCTIO 108 B                | 0.01344                  | 14                      |               |              |
| HD 16760 B                    | 0.013728                 | 14.3                    |               |              |
| WISE 0458+6434 A              | 0.0144                   | 15                      |               |              |
| HD 162020 B                   | 0.0144                   | 15                      |               |              |
| OTS 44                        | 0.0144                   | 15                      | M9.5V         | 2,000        |
| DENIS J081730.0-615520        | 0.0144                   | 15                      | T6            | 950          |
| HAT-P-13 C                    | 0.014592                 | 15.2                    |               |              |
| HD 149382 B                   | 0.015                    | 15.5                    |               |              |
| Oph1622 A                     | 0.015                    | 15.5                    |               |              |
| CT Chamaeleontis B            | 0.01632                  | 17                      | M8/L0         | 2,600        |
| HD 11083 B                    | 0.01632                  | 17                      |               |              |
| HD 202206 B                   | 0.016704                 | 17.4                    |               |              |
| Oph1622 B                     | 0.016                    | 17.5                    |               |              |
| ChaHα8 B                      | 0.01728                  | 18                      |               |              |
| Tau Geminorum B               | 0.017376                 | 18.1                    |               |              |
| HD 131664 B                   | 0.017424                 | 18.15                   |               |              |
| HD 41004 BB                   | 0.017664                 | 18.4                    |               |              |
| HW Virginis B                 | 0.0184608                | 19.23                   |               |              |
| NGC 4349-127 B                | 0.019008                 | 19.8                    |               |              |
| CD−33°7795 B                  | 0.0192                   | 20                      |               |              |
| WISE 1738+2732                | 0.0192                   | 20                      | Y0            | 350          |
| WISE 2056+1459                | 0.0192                   | 20                      | Y0            | 350          |
| 2M J044144                    | 0.02                     | 20.8                    | T9            | 520.5        |
| BD−04°782 B                   | 0.02016                  | 21                      |               |              |
| BD+20°2457 B                  | 0.0205632                | 21.42                   |               |              |
| COROT-3 B                     | 0.0207936                | 21.66                   |               |              |
| Nu Ophiuchi B                 | 0.021024                 | 21.9                    |               |              |
| UGPS J072227.51-054031.2      | 0.0216                   | 22.5                    | T9            |              |
| G 196-3 B                     | 0.021                    | 25                      |               |              |
| Gliese 229 B                  | 0.021                    | 25                      | T7            |              |
| 2M1207                        | 0.021                    | 25                      |               |              |
| Epsilon Indi BB               | 0.024                    | 28                      | T7            |              |
| WISE 1405+5534                | 0.0288                   | 30                      | Y0            |              |
| 2MASS 0939-2448 B             | 0.0288                   | 30                      | T8            | 650          |
| 2MASS 0415-0935               | 0.03                     | 31.5                    | T8V           | 764          |
| HD 168443 C                   | 0.03264                  | 34                      |               |              |
| HD 112758 B                   | 0.0336                   | 35                      |               |              |
| 2MASS 0939-2448 A             | 0.0336                   | 35                      | T8            | 650          |
| HD 38529 AC                   | 0.03552                  | 37                      |               |              |
| Xi Ursae Majoris BB           | 0.03552                  | 37                      |               |              |
| HD 18445 B                    | 0.037                    | 39                      |               |              |
| HD 98230 B                    | 0.037                    | 39                      |               |              |
| HD 29587 B                    | 0.0384                   | 40                      |               |              |
| HD 136118 B                   | 0.04                     | 42                      |               |              |
| Luhman 16B                    | 0.04                     | 42                      | T1            | 1,210        |
| Teide 1                       | 0.041                    | 43                      | M8            | 2,600        |
| SCR 1845-6357 B               | 0.0432                   | 45                      | T             | 950          |
| HD 140913 B                   | 0.04416                  | 46                      |               |              |
| HD 164427 B                   | 0.04416                  | 46                      |               |              |
| Luhman 16A                    | 0.045                    | 47                      | L8            | 1,350        |
| Epsilon Indi BA               | 0.045                    | 47                      |               |              |
| HD 283750 B                   | 0.048                    | 50                      |               |              |
| Gliese 570 D                  | 0.050                    | 52                      | T7V           |              |
| HD 89707 B                    | 0.05184                  | 54                      |               |              |
| LP 944-020                    | 0.056                    | 58                      | M9            |              |
| HD 217580 B                   | 0.0576                   | 60                      |               |              |
| 2MASS 0415-0935               | 0.060                    | 63                      | T8V           |              |
| 15 Sagittae B                 | 0.0624                   | 65                      |               | 1,680        |
| DENIS 1048-0039               | 0.065                    | 68                      |               |              |
| 2MASS 1835+3259               | 0.070                    | 75                      | M8.5          |              |
| DENIS 0255-4700               | 0.070                    | 75                      |               |              |
| V1581 Cygni C                 | 0.074                    | 79                      | M5.5          |              |
| 2MASS 0532+8246               | 0.077                    | 81                      | L7            |              |
| LHS 3003 (GJ 3877)            | 0.077                    | 81                      |               |              |
| Gliese 165B                   | 0.080                    | 84                      |               |              |
| Gliese 623B                   | 0.080                    | 84                      | M3V           |              |
| LHS 1070B                     | 0.080                    | 84                      |               |              |
| LHS 1070C                     | 0.080                    | 84                      |               |              |
| Ross 614B                     | 0.080                    | 84                      | M8V           |              |
| Teegarden's Star              | 0.080                    | 84                      | M6.5V         |              |
| Van Biesbroeck's Star (VB 10) | 0.080                    | 84                      | M8V           | 2,600        |
| SCR 1845-6357 A               | 0.080                    | 84                      | M             |              |
| Gliese 105 C                  | 0.082                    | 86                      | M7V           |              |
| LHS 292                       | 0.083                    | 87                      | M6.5V         | 2,775        |
| LP 731-058                    | 0.083                    | 87                      |               |              |
| DX Cancri                     | 0.087                    | 91                      | M6.5V         | 2,840        |
| Van Briesboeck 8 (VB 8)       | 0.088                    | 92                      |               |              |
| AB Doradus C                  | 0.089                    | 93                      | M8            |              |
| OGLE-TR-122B                  | 0.091                    | 96                      | M             |              |
| Wolf 359                      | 0.1                      | 105                     | M6.5V         | 2,800        |
| ----------------              | -----                    | --                      | ---------     | ----------   |
| Mặt trời (So sánh)            | 1                        | 1,042                   | G2            | 5,778        |

| Sao lùn nâu phụ |
| Sao lùn nâu     |
| Sao lùn đỏ      |

## Cha 110913-773444
Ngôi sao Cha 110913-773444 được cho là sao lùn nâu nhỏ nhất, nhưng khối lượng của nó lại rất nhỏ (8 MJ). Đây là một trong những ngôi sao có khối lượng nhỏ nhất. Vì thế, nó được liệt vào sao lùn nâu phụ. Một vài ngôi sao được liệt kê là sao lùn đỏ, nhưng chúng có thể được liệt kê thành sao lùn nâu dựa vào khối lượng và ngược lại.